# Sébastien Le Paih
Sébastien Le Paih est un joueur de football né à Nantes, le 4 novembre 1974. Formé au FC Nantes, il a longtemps évolué au poste de milieu de terrain à l'USJA Carquefou, club de la région nantaise. Il joue aujourd'hui dans un club de Promotion d'honneur, la JSC Bellevue.

## Biographie
Formé au FC Nantes, Sébastien Le Paih a joué trois matchs en Ligue 1 (1995-1996) avant de partir chercher du temps de jeu au Mans (Ligue 2), au FC Lorient (Ligue 2) et enfin à Angers SCO (Ligue 2, National) où il va passer quatre saisons. Après des passages par Romorantin (National) et Croix de Savoie (National), il va s'engager avec l'USJA Carquefou.
Le 3 février 2008, il se qualifie avec son club de l'USJA Carquefou pour les 8e de finale de la Coupe de France en éliminant l'AS Nancy-Lorraine (2-1). Il marque le but de la victoire à 3 minutes du coup de sifflet final. Le club rencontrera l'Olympique de Marseille pour une place en 1/4 de finale.
Le 19 mars 2008 il participe à l'exploit de son équipe en étant victorieux de l'OM sur le score de 1 but à 0 grâce à une magnifique passe décisive délivrée en aile de pigeon en profondeur pour N'Doye. Son équipe se qualifie ainsi pour les quarts de finale de la Coupe de France contre le PSG, match qu'elle perdra.
Capitaine de l'équipe lors de la montée en National, il quitte le club à l'été 2013 avant de replonger auprès de son ami Loutfi Zébidi à la JSC Bellevue (Promotion d'honneur) à l'intersaison 2014.

## Carrière
| Années    | Club            | Pays   | Division              | Matchs | Buts |
| --------- | --------------- | ------ | --------------------- | ------ | ---- |
| 1995-1996 | FC Nantes       | France | Division 1            | 3      | 0    |
| 1996-1997 | Le Mans UC      | France | Division 2            | 19     | 0    |
| 1997-1998 | FC Lorient      | France | Division 2            | 7      | 0    |
| 1998-2002 | SCO Angers      | France | Division 2 / National | 87     | 5    |
| 2002-2004 | SO Romorantin   | France | National              | 48     | 2    |
| 2004-2005 | Croix de Savoie | France | National              | 33     | 3    |
| 2005-...  | USJA Carquefou  | France | CFA 2                 | -      | -    |

## Statistiques
- 1er match en Division 1 : FC Nantes-SC Bastia (3-1, le 7 février 1996)
- 3 matchs en Division 1
- 64 matchs et 2 buts en Division 2